# Metamonius anceps
Metamonius anceps is een haft uit de familie Nesameletidae. De wetenschappelijke naam van de soort is voor het eerst geldig gepubliceerd in 1883 door Eaton.
De soort komt voor in het Neotropisch gebied.